# Alypia ornata
Alypia ornata är en fjärilsart som beskrevs av Jörgensen 1935. Alypia ornata ingår i släktet Alypia och familjen nattflyn. Inga underarter finns listade i Catalogue of Life.